# Román González
Román González (ur. 17 czerwca 1987 w Managui) – nikaraguański bokser, były zawodowy mistrz świata WBC w wadze muszej (do 112 funtów) i były mistrz świata w kategorii słomkowej i junior muszej organizacji WBA.

## Kariera amatorska
Amatorski rekord Gonzáleza wynosi 88-0.

## Kariera zawodowa
Zawodową karierę rozpoczął w lipcu 2005. Do końca 2007 stoczył szesnaście walk, wszystkie wygrał przed czasem. W 2008, po pokonaniu kolejnych czterech rywali, stanął przed szansą zdobycia tytułu mistrza świata WBA w kategorii słomkowej. 15 września zmierzył się w Jokohamie z ówczesnym mistrzem świata tej organizacji, Yutaka Niidą. González wygrał ten pojedynek przez techniczny nokaut w czwartej rundzie i odebrał Japończykowi pas mistrzowski.
13 grudnia 2008 zmierzył się w nietytułowej walce z Miguelem Tellezem. Jego rywal poddał się i nie stanął do walki w trzeciej rundzie. W pierwszym pojedynku w 2009 roku pokonał decyzją większości na punkty Francisco Rosasa. Niecałe pięć miesięcy później pokonał na punkty Katsunari Takayamę, byłego mistrza świata federacji WBC.
30 stycznia 2010 roku, w trzeciej obronie tytułu, pokonał przez techniczny nokaut w czwartej rundzie Ivana Menesesa. Niedługo potem zrezygnował z tytułu przechodząc do kategorii junior muszej.
24 października 2010 w walce o tytuł tymczasowego mistrza federacji WBA ponownie pokonał Francisco Rosasa, tym razem przez nokaut w drugiej rundzie. W lutym 2011, po rezygnacji Juana Carlosa Reveco z tytułu mistrza świata WBA, González został uznany pełnoprawnym mistrzem tej organizacji.
19 marca 2011, w pierwszej obronie swojego tytułu pokonał jednogłośnie na punkty Manuela Vargasa. Cztery miesiące później pokonał przez techniczny nokaut w siódmej rundzie Omara Salado. Wcześniej Salado trzykrotnie był liczony (dwa razy w pierwszej i raz w siódmej rundzie). 1 października 2011 znokautował w drugiej rundzie Omara Soto. 17 listopada 2012 pokonał jednogłośnie na punkty Juana Francisco Estradę (118-110,116-112,116-112).
5 września 2014 Román González zdołał wyrównać osiągnięcie legendarnego Alexisa Argüello i zdobył tytuł w trzeciej kategorii wagowej pokonując Akirę Yaegashiego przez techniczny nokaut w dziewiątej rundzie w walce o tytuł mistrza świata WBC w wadze muszej.
W pierwszej obronie zdobytego pasa, 22 listopada 2014 w Yokohamie wygrał  przez techniczny nokaut w szóstej rundzie z Filipińczykiem Rocky′m Fuentesem (35-7-2, 20 KO).
28 lutego 2015 w Nikaragui wygrał  przez techniczny nokaut w trzeciej rundzie z Meksykańczykiem Valentinem Leonem  (38-29-3, 21 KO).
16 maja 2015 w Kalifornii wygrał  przez techniczny nokaut w drugiej rundzie z Meksykaninem Edgarem Sosą (51-9, 30 KO), obroniąc drugi raz tytuł federacji WBC.
23 kwietnia 2016 w Inglewood w obronie tytułu WBA wagi muszej, pokonał na punkty 120:108 oraz dwukrotnie 119:109 Portorykańczyka McWilliamsa Arroyo (16-3, 14 KO).
18 marca 2017  w Nowym Jorku,  przegrał z Tajlandczykiem Wisaksilem Wangekiem (43-4-1, 39 KO), tracąc pas WBC w wadze super muszej i miejsce lidera rankingu P4P. Sędziowie punktowali dwukrotnie 114-112 oraz remis 113-113.
9 września 2017 roku przystąpił do rewanżowej walki z Wangekiem. Ponownie przegrał, tym razem przed czasem w czwartej rundzie.
23 grudnia 2019 w Jokohamie wygrał przez techniczny nokaut drugiej rundy Diomela Diocosa (14-6-3, 4 KO) w limicie dywizji super muszej.
29 lutego 2020 w Frisco pokonał przez techniczny nokaut Khalida Yafai (26-1, 15 KO), zdobywając pas WBA kategorii super muszej